# 電気推進 (船舶)
船舶における電気推進（でんきすいしん）とは、電動機によって何らかの推進器を駆動する方法で、運行を行う方式である。推進器としては、単にスクリュープロペラを回す方式だけでなく、例えば、ウォータージェット推進器を駆動する方式も含まれる。
回転電動機を利用しない電磁推進方式についてはヤマト1を参照。

## 歴史

### 19世紀
電気推進方式の採用はまず潜水艦で着手され、1884年のアメリカ海軍のタック艇、1885年のイギリス海軍の「ノーチラス」で、蓄電池に充電された電力を利用して駆動する電気推進機関が搭載された。これらの機関は相応の成績を示したものの、潜水艇としては肝腎の潜航機構が不満足であり、試作機の域に過ぎない状態であった。その後、1888年に進水したフランス海軍の「ジムノート」は、蓄電池564個と55馬力の電動機による電気推進機関を搭載しており、良好な成績を収めた。
またアントニー・レッケンツァウンの設計によって1886年に竣工した小型艇「ヴォルタ」は、やはり蓄電池による電気推進機関を搭載しており、イギリス海峡の横断に成功し、これが水上船艇への電気推進導入の嚆矢となった。
さらに1898年に竣工した「ホランド」では水上航走用の原動機が搭載され、自己充電能力を備えた。

### 20世紀
蒸気タービンは高回転で効率が向上する。その一方で、推進器のスクリュープロペラは低回転で効率が良く、高回転させると推進効率が悪化する。したがって、蒸気タービンとスクリュープロペラを組み合わせて、効率良く推進器を駆動する場合には減速機が必要である。しかし、20世紀初頭の技術では、信頼性の高い減速歯車装置を実用化できなかったため、電気推進装置によって減速装置とするターボ・エレクトリック方式が広く用いられるようになった。
また、ディーゼルエンジンを用いて推進器を駆動する場合も、面倒なクラッチ操作や捩り振動の対策を避けるために、直結駆動ではなくディーゼル・エレクトリック方式を採用する事例もあった。
その後、1920年代頃より減速歯車装置の信頼性が向上して実用レベルに達したため、電気推進の採用例は減っていった。しかし、第2次世界大戦勃発によって護衛駆逐艦や戦時標準船の量産が求められた際には、減速歯車装置の生産が追いつかず、ターボ・エレクトリック方式やディーゼル・エレクトリック方式に切り替えた艦も、相当数が建造された。
第2次世界大戦後、水上戦闘艦への電気推進は、採用されなくなっていった。逆に、潜水艦ではディーゼル・エレクトリック方式の採用が一般的になった。また機雷戦艦艇や補助艦艇では、低速・微音での航行能力が買われて電気推進を採用した例があった。さらに商船でも、設計の自由度が買われて電気推進が採用された例も見られた。
その後、1980年代頃より、技術的にはパワーエレクトロニクスの発達、用兵面では対潜戦のパッシブ戦化に伴う静粛性の要請があって、水上戦闘艦でも電気推進が見直された。特にパワーエレクトロニクスの発達により、推進発電機と艦内給電用発電機を統合する統合電気推進方式の実現の目途がたち、艦内電子機器の発達による電力所要の増大に対応するために、これを採用した例も登場した。

### 21世紀
内燃機関のエンジンではなく、燃料電池の利用して発生させた電力での推進器の駆動も研究されている。
一方で、充電池の性能向上に伴い、19世紀のように発電機を搭載せずに電気推進を行う事例も出た。例えば、小型船舶では発電機を使用せず、充電池のみを搭載した電動フェリーが実用化された。さらに、大型船舶でのリチウムイオン電池を使った電動タンカーの建造も予定されている。
電動機を使用した船外機は、低速や短距離の航行であれば内燃機関よりも低コストで運行できるため、運河を周遊する観光船などで利用が始まっている。

## 原理
発電機と電動機の組み合わせに応じて、下記のように分類できる。
- 直流方式
- 交直併用方式
- 交流方式

### 直流方式
いわゆるワード・レオナード方式であり、直流発電機を駆動し、その電力で直流整流子電動機を回転させる。直流発電機の励磁を調整することで発生電圧を変化させ、直流電動機の速度を制御できる。
回路構成は簡易であり、最も初期から使われてきた方式だが、整流子の保守・点検に手間を要する上に、やはり、整流子のために電動機の回転数と容量に制限があるため、他方式に道を譲った。

### 交直併用方式
直流方式の制約のほとんどが整流子の存在に由来するため、この制約を回避するため、発電機のみを交流の同期発電機とした方式である。交流から直流への変換に用いる整流器に応じて分類でき、下記の2種類が代表的である。
サイリスタ・レオナード方式
整流器としてサイリスタ・コンバータを使用する方式。サイリスタ位相制御により、交直変換と同時に出力電圧も調整できるため、直流電動機の速度制御も行える。ただし電動機の容量および回転数に制限があり、また入力電源の高調波対策が必要とされる。
AC-R-DC方式
整流器としてダイオードを使用する方式。サイリスタ・レオナード方式と比して電圧・電流の波形歪みが少なく、高調波によるノイズ障害を軽減できる一方で、ダイオードには電圧調整機能が無いために、発電機の励磁を調整して発生電圧を変化させる必要があり、統合電気推進化は困難である。また電動機の容量および回転数に制限がある点ではサイリスタ・レオナード方式と同様である。

### 交流方式
発電機・電動機のいずれも交流機とすることで、整流子を排除した方式である。パワーエレクトロニクスの発達を受けて実用化された方式であり、電動機の制御は可変電圧可変周波数制御によって行うため、電力変換回路を組み込む必要がある。
サイリスタ・モーター方式
まず交流を直流に変換してから、所望の交流電圧に再変換する方式。主回路にサイリスタを装備するために高調波を発生して他機器への悪影響があり、また出力できる周波数に制約がある。
サイクロコンバータ方式
交流から、別の周波数・電圧の交流に直接変換する方式。出力周波数の最大値は入力周波数の1/3〜1/2程度であり、また力率が悪いなどの問題がある。
マトリックスコンバータ方式
自己消弧能力を持つ高速半導体デバイスを使用し、電源電圧を直接パルス幅変調（PWM）制御して、任意の電圧・周波数を出力する直接変換型電力変換装置。PWM方式では、電圧波形を細かく切り刻むことで高調波抑制用のリアクトルを小型化でき、また装置本体も大幅に効率化・小型化できると期待されている。